# Araneus vulpinus
Araneus vulpinus är en spindelart som först beskrevs av Carl Wilhelm Hahn 1834.  
Araneus vulpinus ingår i släktet Araneus och familjen hjulspindlar. Inga underarter finns listade i Catalogue of Life.